# Заречье (Бокситогорский район)
Заречье — деревня в Большедворском сельском поселении Бокситогорского района Ленинградской области.

## История
ЧЁРТОВЫ ХАРЧЕВНИ (ВЛАДИМИРСКАЯ СЛОБОДА) — деревня Чертовского общества, прихода погоста Лучна. Река Рядань.

Крестьянских дворов — 17. Строений — 37, в том числе жилых — 24. Харчевня.

Число жителей по семейным спискам 1879 г.: 50 м. п., 43 ж. п.; по приходским сведениям 1879 г.: 41 м. п., 40 ж. п.

ЕЛИЗАВЕТИНО — усадьба прихода погоста Лучна

В конце XIX века — начале XX века усадьба и деревня административно относились к Обринской волости 5-го земского участка 3-го стана Тихвинского уезда Новгородской губернии.

ЧЁРТОВЫ ХАРЧЕВНИ (ВЛАДИМИРСКАЯ СЛОБОДА) — деревня Чертовского общества, дворов — 17, жилых домов — 26, число жителей: 45 м. п., 44 ж. п.
 
Занятия жителей — земледелие. Почтовый тракт. Река Рядань.  (1910 год)

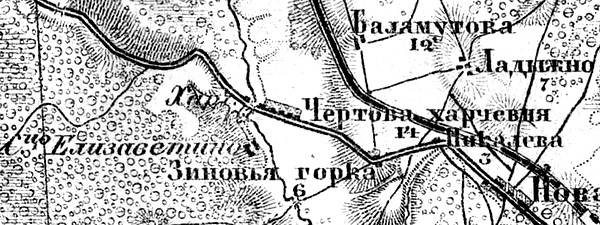
Деревня Заречье на карте 1913 года

Согласно карте Новгородской губернии 1913 года, на месте современной деревни находилось сельцо Елизаветино и деревня Чёртова Харчевня, состоящая из 14 крестьянских дворов.
С 1917 по 1918 год деревня входила в состав Обринской волости Тихвинского уезда Новгородской губернии.
С 1918 года, в составе Череповецкой губернии.
С 1924 года, в составе Пикалёвской волости.
С 1927 года, в составе Новодеревенского сельсовета Пикалёвского района.
В 1928 году население деревни составляло 82 человека.
С 1932 года, в составе Тихвинского района.
По данным 1933 года деревня называлась Чёртова Харчевня и входила в состав Новодеревенского сельсовета Тихвинского района.
С 1 января 1938 года деревня Чёртовы Харчевни учитывается областными административными данными, как деревня Заречье.
С 1952 года, в составе Бокситогорского района.
С 1963 года, вновь в составе Тихвинского района.
С 1965 года, вновь в составе Бокситогорского района. В 1965 году население деревни составляло 54 человека.
По данным 1966, 1973 и 1990 годов деревня Заречье также входила в состав Новодеревенского сельсовета Бокситогорского района.
В 1997 году в деревне Заречье Большедворской волости проживали 3 человека, в 2002 году — 5 человек (все русские).
В 2007 году в деревне Заречье Большедворского СП проживали 4 человека, в 2010 году — 12.

## География
Находится в северо-западной части района на автодороге А114 (Новая Ладога — Вологда), к северо-западу от города Пикалёво.
Расстояние до административного центра поселения — 12 км.
Расстояние до ближайшей железнодорожной станции Пикалёво I — 3,5 км. 
Через деревню протекает река Рядань.

## Демография
| 1997 | 2002 | 2007 | 2010 | 2017 |
| ---- | ---- | ---- | ---- | ---- |
| 3    | ↗5   | ↘4   | ↗12  | ↘6   |